# Sinfonia n. 5 (Mozart)
La Sinfonia n. 5 in Si bemolle maggiore K 22 di Wolfgang Amadeus Mozart fu composta a L'Aia durante il Grand Tour della sua famiglia nel 1765, quando il compositore aveva appena 9 anni. Mozart si ammalò gravemente durante il suo soggiorno nei Paesi Bassi, e probabilmente scrisse questa composizione durante la convalescenza.

## Struttura
La sinfonia è stata scritta per due oboi, due corni in Si e archi.
Sono previsti tre movimenti, secondo la forma dell'ouverture italiana:
1. Allegro, 4/4
2. Andante, 2/4
3. Allegro molto, 3/8

Tutti i tre movimenti sono vivacizzati specialmente dai corni. La sinfonia è aperta da un crescente primo movimento in Si bemolle maggiore, seguito da un movimento solenne e lamentoso in Sol minore. L'opera si chiude con un finale turbolento. Il tema di apertura del movimento finale è preso in prestito dal concerto per clavicembalo di Johann Christian Bach, che Mozart aveva incontrato l'anno prima a Londra. Lo stesso tema apparirà nel finale del secondo atto dell'opera buffa del 1786, Le nozze di Figaro, K 492.